# Слободна Власт
Слободна Власт је насељено место у саставу општине Левањска Варош у Осјечко-барањској жупанији, Република Хрватска.

## Историја
До територијалне реорганизације у Хрватској налазила се у саставу старе општине Ђаково.

## Становништво
На попису становништва 2011. године, Слободна Власт је имала 189 становника.

## Попис 1991.
На попису становништва 1991. године, насељено место Слободна Власт је имало 225 становника, следећег националног састава:
| Попис 1991.‍  | Попис 1991.‍  | Попис 1991.‍ | Попис 1991.‍ | Попис 1991.‍ |
| ------------ | ------------ | ----------- | ----------- | ----------- |
|              |              |             |             |             |
| Хрвати       | Хрвати       |             | 106         | 47,11%      |
| Срби         | Срби         |             | 105         | 46,66%      |
| Југословени  | Југословени  |             | 1           | 0,44%       |
| неопредељени | неопредељени |             | 9           | 4,00%       |
| непознато    | непознато    |             | 4           | 1,77%       |
| укупно: 225  |              |             |             |             |